# 幻想の輪舞
『幻想の輪舞』（げんそうのロンド）はCUBETYPEが2012年にコミックマーケット82にて発表した対戦アクションシューティングゲーム。動作プラットホームはWindows OSのPC。
2015年にはPlayStation 4向けの移植版である『幻想の輪舞 for PlayStation4』が発売された。PS4版は、メディアスケープ社が販売を代行している。
以下、本項では必要に応じて2012年に発売されたバージョンを「同人版」、『幻想の輪舞 for PlayStation4』を「家庭版」と称する。
本作の同人版はグレフ社販売の『旋光の輪舞』のシステムを借用し、上海アリス幻樂団販売の東方Projectの登場人物を使用した、権利者からは無許可の同人作品・二次創作であった。家庭版はグレフの正式なライセンス作品になっている。詳細は後述。

## 家庭用販売まで
2012年に同人版が発売された当初、『旋光の輪舞』の販売元であるグレフは「法人としての商売ではなく、個人がファン活動で行う分には黙認する」という姿勢をとっていたが、メディアスケープがPS Vita向けにカスタムテーマを有料で配信開始した際、グレフは本作を商業作品とみなし、商標権および著作権侵害としてメディアスケープに通告を行った。
その後、既に発売されていた同人版の廃盤を条件に、グレフはメディアスケープと正式にライセンス契約を結ぶことを発表した。このような結果に至った理由として、グレフは、同人ゲームをプレイステーション向けに移植・販売していくというコンセプトを持つメディアスケープに賛同したことと、アーケードおよび家庭用ゲーム機市場に対する危機感があったことを述べている。
グレフの正式ライセンス契約締結について、ねとらぼは寛大な措置であるとコメントを述べている。
なお上海アリス幻樂団は本作に対してコメントしていないが、上海アリス幻樂団はもとより自身の創作物を用いた二次創作物を概ね容認する姿勢である（詳細は東方Project#二次創作に関する事柄を参照）。また、家庭版発売元のメディアスケープは、上海アリス幻樂団代表からは二次創作物を販売する許可を取っていた。

## 登場人物
- 博麗霊夢
- 霧雨魔理沙
- 十六夜咲夜
- アリス・マーガトロイド
- 西行寺幽々子
- 東風谷早苗
- 霊烏路空
- 射命丸文 - DLC。2015年8月20日より使用可能。

## 評価
本作の家庭版は、2015年6月17日版のSony Entertainment Network プレイステーション4のダウンロードランキングに初登場で首位を獲得した。